# George McIlraith
Pour les articles homonymes, voir McIlraith.
George James McIlraith (29 juillet 1908-19 août 1992) est un homme politique canadien de l'Ontario. Il est député fédéral libéral de la circonscription ontarienne d'Ottawa-Ouest de 1940 à 1968 et d'Ottawa-Centre de 1968 à 1972. Il est ministre dans les cabinets des premiers ministres Lester Pearson et Pierre Elliott Trudeau.

## Biographie
Né à Lanark (en) en Ontario, McIlraith étudie le droit à la Osgoode Hall Law School de Toronto et pratique ensuite à Ottawa. Durant la Seconde Guerre mondiale, il est commandant de compagnie pour la Governor General's Foot Guards.

### Carrière politique
Élu en 1940, il est réélu en 1945, 1949, 1953, 1957, 1962, 1963, 1965 et 1968.
McIlraith entre au cabinet de Lester Pearson en 1963 au poste de ministre des Transports. De 1964 à 1967, il est Leader du gouvernement à la Chambre des communes durant la période de gouvernement libéral minoritaire. Alors chargé de la stratégie parlementaire, il doit défendre le débat sur le drapeau canadien et l'introduction de Medicare (en) (assurance-maladie).
En 1965, il est ministre des Travaux publics et le demeure lorsque Pierre Trudeau remplace Pearson. À partir de 1968 , il est solliciteur général du Canada jusqu'en 1970.
Trudeau le nomme au Sénat du Canada, sénateur de la division Ottawa Valley, en 1972.
Le pont George McIlraith d'Ottawa au-dessus du canal Rideau est nommé en son honneur.